# 江幡京子
江幡 京子（えばた きょうこ）は日本の現代美術家。

## 経歴
東京都出身。ジュネーブ、オックスフォードで高校時代を過ごし、ロンドン大学ゴールドスミス校卒業。
国立市のインディペンデント・プロジェクトスペース〈House of Ebata〉を主催。
創形美術学校講師。

## 展覧会
- 横浜トリエンナーレ 2020 Volcana Brainstorm
- 江幡京子展：The Perfect Day to Fly（ギャラリー・ハシモト、2018）
- あいちトリエンナーレ 2010 現代美術展企画コンペ
- 現代美術地中海ビエンナーレ 2010 カルチャー・オブ・フィアー（Halle 14、2006）
- MEDIARENA：日本の現代美術（the Govett-Brewster Art Gallery、2004）
- 江幡京子 「月の沙漠 | The Desert Moon」2022[3]

## 受賞
- ヤング・ビデオ・アーティスト・イニシアティブス受賞（森美術館準備室、2002）[4]